# 勝俣州和

勝俣州和さんの宣材写真です

勝俣 州和（かつまた くにかず、1965年（昭和40年）3月12日 - ）は、日本のお笑いタレント、YouTuber。融合事務所所属。劇男一世風靡、CHA-CHAの元メンバー。愛称はかっちゃん。静岡県出身。

## 来歴
宮城県仙台市生まれ、静岡県御殿場市育ち。7人きょうだいの長男（弟妹は皆年子）。日本大学三島高等学校、日本大学文理学部国文学科中退。
小学6年生の担任に憧れて国語教師を目指し、同教師の母校である日本大学文理学部に進学。また、教師に憧れたのは、大学時代に見た学園ドラマの影響もあった。しかし、大学4年生の春に「成績的に教員になれない」と教職員に告げられたため、大学を自主退学した。
間もなく弁当店の店長として働き出し、当時渋谷などで活動していた劇男一世風靡（一世風靡セピアの母体）のファンクラブに妹が入会しており、妹が持っていた会報誌を読んで興味を持った。劇男一世風靡への入団を決意し、スタッフの面接を受けるが「生意気だから」という理由で断られたが、1年後の1986年に再度面接を受けて入団。以後朝5時から弁当屋の仕事をして、午後から劇団の稽古に明け暮れ、その後仲間と路上パブオーマンスを披露した。
その後、日本テレビの『欽きらリン530!!』のオーディションで萩本欽一に見出されて同番組にレギュラー出演し、欽ちゃんファミリーの一員として活動する。同番組にてアイドルグループCHA-CHAが結成され、1988年同年9月7日に歌手デビュー。冠番組『CHA-CHAワールド』への出演や、音楽番組に出演するなどアイドルとしても活動し、多くの女性ファンから人気を得た。
欽ちゃんファミリーであることから誤解されがちだが、浅井企画及び関連事務所には所属していない。CHA-CHAのマネージメントは浅井企画が行っていたが、当時浅井企画に所属していたメンバーは西尾拓美と松原桃太郎の2人だけであった。
1990年ごろまでは俳優としても活動。『CHA-CHA』解散後の1992年には堀部圭亮と共にお笑いユニットK2を結成し、『笑っていいとも!』、『ウッチャンナンチャンのウリナリ!!』（以下、『ウリナリ!!』）などのバラエティ番組を中心に活動していた。MCや冠番組は持たないものの、出川哲朗や月亭方正やふかわりょうなどと同様、共演者を選ばないバイプレイヤーとして活躍。
1996年4月から2002年3月までの6年間は、日曜日は過酷なロケ、台本把握の必要なコントコーナー、ランキングキャラクターライブ（→スーパーフライデーナイトライブ→ウリナリライブ2001・2002」の2つ、生番組のアッコにおまかせとハードスケジュールであった。そのため、時期によっては両番組のどちらかが参加できない状態の時期も存在した。
2000年12月から2005年3月までBS-iで放送された『TIME OVER』では芸能人ナンバーワンを獲得している。
栃木県足利市に所在する知的障害者支援施設「こころみ学園」の支援を行っているほか、同市で開催される「足利尊氏公マラソン大会」に毎年参加している。これらの活動が評価され、2010年4月1日から翌年の4月1日まで足利市の観光大使に任命された。
2012年・2013年のごきげんよう大賞を受賞しており、このうち2013年は審査員として出演したため、司会の小堺一機からその場で贈呈された。
2020年にカジサック、フワちゃんに勧められてYouTubeチャンネルを開設。開始3か月の時点でチャンネル登録者数が3人であったが、2024年5月時点で16万人まで増やした。

## 人物
血液型はO型。
テレビ番組では、気合を入れる時などによく「シャーッ！」と叫ぶことで知られている。
短パン姿がトレードマークで、テレビ番組には季節を問わず、七分丈ズボンを履いて出演している（通称：勝俣の丈）。プライベートでも1年中短パンを履いている。そのため、有吉弘行や花香よしあき、ORANGE RANGEらにネタにされ、ORANGE RANGEの楽曲「おしゃれ番長」の歌詞にもなっており、ミュージックビデオにも出演している。短パンを履くようになったきっかけは、仕事が上手くできなかった若手時代に東京ディズニーランドのダンスショーを見て、一生懸命踊るピノキオに憧れたことから。
2024年6月時点でガラケー愛用者であり、LINE、携帯電話からのメール、地図や用語の検索の利用をしていない。
両親と祖父母、7人きょうだい（妹が4人と弟が2人いる）の長男として、11人の大家族で育った。両親は衣料品店を経営していたため、昼間は祖父母に面倒を見てもらっていた。7人きょうだいでおやつなどを分ける際、子供ながらに知恵を出して乗り切ったことが、その後バラエティ番組で「どう立ち回ればいいのか」に繋がったという。
子供の頃に祖母から「人の陰口を言っちゃダメだよ。バチが当たるから」と教わったため、普段は他人の陰口は言わないようにしている。ただし、その後タレント活動をする上で「陰口は本人のいない所で言うもの。毒のある言葉を本人の前で言って、相手が笑ってくれた場合はOKなんだ」と考えるようになり、以後バラエティ番組などでは敢えて他人に毒を吐くことがある。
CHA-CHA時代は、女性ファンからたくさんのファンレターや贈り物をもらうと同時に、ファンに自転車を盗まれるということがしばらく続くほどだった。ただし、当時チヤホヤされても内心「アイドル人気は一時的なもの」と冷静に捉えており、その後のタレント活動を考えてコンサートのトークでも男にウケるような話ばかりしていた。
高校、大学の先輩に柴田恭兵がおり、柴田に憧れて柴田が卒業した高校を受験。なお、のちに柴田の主演ドラマ『あぶない刑事』第27話（1987年4月放送）では犯人役として柴田と共演した。
デビューの経緯から萩本欽一を師匠と仰いでいるが、お笑い芸人やコメディアンを目指していたわけではなく、たまたま合格したことから上下関係は希薄であり、当初からフレンドリーな会話や相談事をしていた。伸び悩んでいる時期に萩本に「面白くなるためにはどうすればいいか」と質問したところ、「面白くなんかならなくていいよ。もっと優しくなれ。優しい人がやっている笑いはみんなが笑う。冷たい人がやる笑いは誰かを傷つけて泣かせているかもしれない。だったら笑いの技術を磨くより優しい人間になれ。その優しさを研ぎ澄ませていったら、みんなをやさしい気持ちにできるから」と助言をもらい、その言葉を糧にしている。
和田アキ子とは家族ぐるみの付き合いがあり、芸能界における「アッコファミリー」の代表格として知られている。かわいがっている芸能界の後輩としてJPの名前を挙げている。
中日ドラゴンズファンであり、高木守道と毎年年賀状を送り合っていた。プロレスファンでもあり、橋本真也とは大親友である。好角家でもあり、2024年1月場所中に幕下の取組からすでに観戦している姿が日刊スポーツで報じられた。
10年以上にわたり、シーズンになると妻が好きなマロングラッセを求めてデパ地下に訪れ、その際に周囲の人々に店を尋ねながら買い物をする姿が目撃されており、本人もそれを事実だと認めている。
芸能界で数多くの大御所タレントたちとバラエティ番組で絡み、長年可愛がられている数少ない存在である。
長年様々なバラエティ番組で活躍しているが、世間では「勝俣州和 ファン0人説」が囁かれており（いつ頃からかは不明）、その後バラエティ番組「水曜日のダウンタウン」（TBS）でも提唱された。
「ダウンタウンDX」にゲストとして最多出演（272回）している。
「アッコにおまかせ!」には、約30年以上に渡って出演している。1996年1月の生放送でバンジージャンプを飛ぶ企画の際、高所恐怖症で飛べなかった勝俣は和田から挑発され、つい「アッコぶっ飛ばしてやる！」と暴言を吐いた。放送終了に土下座すると、和田から「私にあんなこと言うヤツ初めてや」と笑って許してもらえた。以後和田との共演では、年下の勝俣が歯に衣着せぬ発言で彼女にツッコんで笑いを起こす、というやりとりをするようになった。
2025年1月時点でやってみたいテレビの仕事は3つあり、「大河ドラマ」（NHKの歴史ドラマ）、「情熱大陸」（TBSの人間密着ドキュメンタリー番組）、「帯番組のメイン（MC）」。
私生活では独身時代が長かったこともあり、『ウリナリ!!』の企画ユニット「もてないブラザーズ」として、内村光良と共に「もてないキャラ」として取り上げられた時期もあり、本上まなみとのデート企画では正式交際寸前までいったが、失敗に終わっている。
実は上記企画の間にプライベートで国際線の客室乗務員をする女性と出会い、勝俣が以前から朝4時頃に起床していたため早朝デートを繰り返して仲を深めた。東京ディズニーランドのシンデレラ城の前で「幸せになろうよ」とプロポーズし、2年間の交際を経て（『ウリナリ!!』終了から7か月後）の2002年10月4日に一般女性と結婚した。2004年10月25日に長女、2009年に息子がそれぞれ誕生し、2児の父となった。
若い頃は趣味でゴルフをしていたが、結婚後休日に自分自身や家族と過ごす時間を優先するため辞めた。

### 食べ物
嫌いな食べ物はドリアン、バナナ、ヤギのチーズ、ユッケジャンスープ。バナナは子供の頃は大好物で、その当時夏に弟や妹たちにバナナを取られないように引き出しに隠し、夜中にこっそり食べようとしたが、それを忘れて1週間ほったらかしてしまう。その後、思い出して食べようとしたところショウジョウバエがたくさんついており、暗闇で気付かず食べてしまったため、そのトラウマにより嘔吐するほど嫌いになってしまった。ユッケジャンスープにも同じトラウマがあり、その理由は自宅でユッケジャンスープを作る時に入れた七味唐辛子に虫が湧いており、間違ってスープと一緒に虫を食べてしまったためである。ただし、こちらに関しては辛さも苦手の理由の一つに挙げられる。
他にも丼物やハンバーガー、おにぎりなど、何かを融合させた食べ物はあまり好きではない。食べる時はバラバラにして食べる。幼少期にお腹が空いてご飯では足りずになめ茸の空き瓶に米を入れたり、らっきょや梅干しの残り汁をご飯にかけて食べていた経験から「素材の味を楽しみたい」と感じるようになった。しかし、寿司だけは別であり「寿司はネタとシャリの絶妙なコラボレーション」と語っている。箸が正しく持てない。
両親が共働きであったことから料理は子供のころからやっており、目分量で手早く美味しい料理を作ることが出来る。『中井正広のブラックバラエティ』（日本テレビ系列）にて料理の際には1人でスープ作りを担当したが、周りが悪戦苦闘する中でさっさと作り、他の共演者の手伝いをしていた。スープは3回作ったが全て「家庭料理の上をいく味」と言われたが、手伝う際に他の共演者が切った白菜をまな板から適当に避けて「ひどいじゃないですか」と言われたが、本人は「綺麗だから大丈夫だよ」と笑顔で返しており、最低限の衛生面はしっかりしていたが、細かい部分までは気にしていなかった。

## 著書

### 単行本
- 「ごちゃごちゃ言ってないで誰が一番馬鹿か決めればいいんだ!」（衆芸社）
- 笑いの神様の子どもたち（小学館文庫）

### 連載
- 勝俣州和とプロレス（ジグノシステムジャパン「ぼくらのプロレス」）2016年6月7日[11] -

## 主な出演

### テレビ番組

#### バラエティ
レギュラー
- 朝だ!生です旅サラダ（朝日放送テレビ、2011年1月15日 - ）
- 絶メシ!（フジテレビ、2018年8月 - ）絶メツ!実行委員長

- ぽかぽか（フジテレビ、2023年1月12日 - ）木曜日コーナー担当

準レギュラー
- アッコにおまかせ!（TBS、1995年4月 - ）
- ダウンタウンDX（読売テレビ）
- 秘密のケンミンSHOW（読売テレビ）
- 水曜日のダウンタウン（TBS）※おぎやはぎ・矢作兼がプレゼンする際必ず出演
- 探偵!ナイトスクープ（朝日放送テレビ） - 顧問として出演
- 人生最高レストラン（TBS）

特番
- オールスター感謝祭（TBS、96年春 - 2019年秋）※97年春、2005年秋を除く
- 24時間テレビ愛は地球を救う（2018年 - ） - ミヤギテレビメインパーソナリティ

終了した番組
- 森田一義アワー 笑っていいとも!（フジテレビ、1992年10月 - 1994年3月（この頃は堀部圭亮と共にK2として出演）、1995年10月 - 2008年9月）
- 笑っていいとも!増刊号（フジテレビ）※同上
- 笑っていいとも!特大号（フジテレビ）
- ジャガイモン（テレ朝チャンネル）
- ぷれミーヤ!（テレビ朝日）
- 愛のエプロン（テレビ朝日）
- 超次元タイムボンバー（テレビ朝日）
- ウッチャンナンチャンのやるならやらねば!（フジテレビ）
- ウッチャンウリウリ!ナンチャンナリナリ!!（日本テレビ）
- ウッチャンナンチャンのウリナリ!!（日本テレビ）
- ウリナリ芸能人社交ダンス部（日本テレビ）
- 風まかせ 新・諸国漫遊記（フジテレビ、1999年4月 - 2000年3月）
- 週刊スタミナ天国（フジテレビ）
- てんこもり（テレビ朝日）
- ヤレデキ!世界大挑戦（TBS）
- クイズ☆タレント名鑑（TBS）
- 虎の門（テレビ朝日）
- 全国一斉!日本人テスト（フジテレビ、2008年10月 - 2009年7月）
- はなまるマーケット（TBS、2013年1月11日 - 2014年3月28日） - 金曜日レギュラー
- とんねるずの生でダラダラいかせて!!（日本テレビ）
- 炎の体育会TV（TBS、2011年10月10日 - 2023年3月18日）
- 全員正解あたりまえ!クイズ（TBS）※準レギュラー
- サルヂエ（中京テレビ）※準レギュラー
- とんねるずのみなさんのおかげでした（フジテレビ）※不定期
- 爆笑レッドカーペット（フジテレビ）※不定期
- 所さんの日本ジツワ銀行（日本テレビ）※不定期
- 中井正広のブラックバラエティ（日本テレビ）※不定期
- きになるオセロ（ABC）※不定期
- 東西芸人いきなり!2人旅（朝日放送）※特番

#### ドラマ
- 松本清張の絢爛たる流離 第4話「年上令嬢の危険な誘惑」（1987年4月2日、テレビ朝日）
- あぶない刑事 第27話「魔性」（1987年4月12日、日本テレビ） - 大牟田一郎 役
- あきれた刑事 第21話「保険金デート」（1988年3月16日、日本テレビ） - 須藤ヒロノブ 役
- 同・級・生（1989年、フジテレビ） - 江藤拓也 役
- ウッチャンナンチャンのコンビニエンス物語（1990年、テレビ東京） - 奥居雅人 役
- 東京ストーリーズ（フジテレビ）
  - 第24回「目を閉じておいでよ」（1990年4月16日） - 主演・藤本優一 役
  - 第28回「ボーイミーツガール!!」（1990年8月13日） - 主演
- 世にも奇妙な物語（フジテレビ）
  - 「楊貴妃の双六」（1990年4月19日） - 工藤安夫 役
  - 「百円の脳みそ」（1991年7月4日） - 主演・木村克哉 役
  - 「38分25秒」（1992年6月25日） - 主演・土井淳二 役
  - 「ゴリラ」（1996年12月24日） - 主演
- びいどろで候〜長崎屋夢日記 第11話「浪速節だよ人生は」（1990年6月20日、NHK） - 田村松右衛門 役
- 市川準の東京日常劇場「だめなヒモ」（1991年、テレビ朝日） - 主演
- 映画みたいな恋したい（テレビ東京）
  - 「大災難」（1991年5月25日）
  - 「泥棒成金」（1991年8月17日） - 主演
- なんだらまんだら（1991年、フジテレビ） - 吉田 役
- 鎌倉恋愛委員会 第6回「みんなナシ!」（1991年11月12日、TBS）
- ドラマシティー'92「わたしの欲しい結婚」（1992年8月20日、日本テレビ）
- 豆腐屋直次郎の裏の顔 第5話「ダーリンが脅迫写真でピンチ!」（1992年8月4日、朝日放送 / アズバーズ） - 星野英太 役
- 日曜はダメよ 第1話（1993年4月17日、日本テレビ）
- いつか好きだと言って（1993年、TBS） - 霧島達夫 役
- 連続テレビ小説（NHK）
  - こころ（2003年） - 生野保雄 役
  - とと姉ちゃん（2016年） - 闇市の露店組合の男 役
- 星野仙一物語 〜亡き妻へ贈る言葉（2005年1月2日、TBS） - タクシー運転手 役
- サザエさんシリーズ（フジテレビ） - サブロウ（三河屋）役
  - 「サザエさん」（2009年11月15日）
  - 「サザエさん2」（2010年8月8日）
  - 「サザエさん3」（2011年1月2日）
  - 「サザエさん4」（2013年12月1日）
- 空飛ぶ広報室 第6話「仮設のあぶない名コンビ復活!?」（2013年5月19日、TBS） - 金谷 役
- 磯野家の人々～20年後のサザエさん～（2019年11月24日、フジテレビ） -サブロウ（三河屋）役

### ウェブテレビ
- 戦闘車（2017年10月6日 - 27日、Amazonプライム・ビデオ）[12]
- バラステ・虎の門 TIGER'S GATE-LIVESHOW（2018年5月20日、AbemaTV） - MC
- 和田アキ子 史上初の誕生会生中継（2019年4月10日、AbemaTV）[13]

### 映画
- バカヤロー!3 へんな奴ら 第二話「過ぎた甘えは許さない」（1990年、松竹） - 林雅巳 役
- さらば愛しのやくざ（1990年、東映） - ジュン 役
- 昆虫探偵ヨシダヨシミ（2010年4月3日、声の出演）
- 長ぐつをはいたネコ（2012年3月17日、声の出演） - ハンプティ・ダンプティ 役
- ミスムーンライト（2017年2月26日、松本卓也監督）[14]
- お終活 再春!人生ラプソディ（2024年5月31日、イオンエンターテイメント） - 佐伯 役[15][16]

### 吹き替え
- マーヴェリック - トニー 役 ※金曜ロードショー版

### PV
- ORANGE RANGE「おしゃれ番長 feat.ソイソース」

### CM
- エスカ地下街（1994年）
- トヨタ自動車「トヨタ・ビスタ」（1998年） - 石塚英彦（ホンジャマカ）と共演。
- ココスジャパン（2010年6月）
- ハウスウェルネスフーズ「ウコンの力」（2013年）